# Рудно
Ру́дно (укр. Ру́дне) — посёлок во Львовской городской общине Львовского района Львовской области Украины.

## География
Рудно расположено в 8 км от Львова и в непосредственной близости (ул. Шептицкого) от железнодорожной станции Зимна Вода на линии Львов — Мостиска. Есть ещё железнодорожная станция Рудно, которая находится в стороне от посёлка и ею в основном пользуются жители бывшего пригородного села Белогорща.
По окраине Старого Рудна проходит Львовская кольцевая автодорога. Между Старым Рудном и Зимной Водой протекает река Зимняя Вода, которая в свою очередь делит некогда одну большую местность Зимняя Вода на два самостоятельных населённых пункта.

## Инфраструктура
В Рудне находятся:
- Храм Воздвижения Честного Креста (1678, УГКЦ);
- Церковь Покрова Пресвятой Богородицы (1935, УПЦ КП);
- Церковь — часовня Святого Равноапостольного князя Владимира (2000, УГКЦ);
- Львовская духовная семинария Святого Духа (высшее учебное заведение УГКЦ);
- Средняя общеобразовательная школа І-ІІІ ступеней № 74 Железнодорожного района Львова.

## История
Впервые Рудно упоминается в письменных источниках XV в. под названием Рудный став (укр. став — рос. пруд). На территории посёлка обнаружены три поселения, существовавших с эпохи мезолита (12 тыс. лет назад).

## Население
- 5600 человек (1966 год).
- 7244 человек (2019 год).[2]